# L'Est républicain
Ne doit pas être confondu avec Le Républicain lorrain.
L'Est républicain est un quotidien régional français fondé le 5 mai 1889 par Léon Goulette à Nancy.
Il est principalement diffusé en Lorraine et en Franche-Comté à travers dix éditions locales. En 2018, il est acheté par 114 212 personnes par jour en moyenne, ce qui le positionne à la douzième place de la presse régionale quotidienne française.
L'Est Républicain est le titre phare du Groupe EBRA qui détient aussi les Dernières Nouvelles d'Alsace, Le Journal de la Haute-Marne et Vosges Matin.
EBRA est une filiale de la banque Crédit Mutuel.

## Histoire

### 1889-1914: Fondation et développement
L'Est républicain est fondé à Nancy par Léon Goulette le 5 mai 1889, jour de l'inauguration de l'Exposition universelle de Paris pour laquelle a été construite la tour Eiffel. Le premier numéro est tiré à 1 200 exemplaires sur quatre pages. Le journal est alors le sixième quotidien de la presse nancéienne, aux côtés notamment du Journal de la Meurthe et des Vosges (1799), de L'Espérance (1838) et de L'Impartial. Le journal se vend à 5 centimes. Il se positionne sur une ligne anti-boulangiste et pro-républicaine.

En parallèle le journal est  alors ouvertement xénophobe, par exemple le 24 juillet 1905 on pouvait y lire :
"Si vous passez à l'heure de midi, vers Mont-Saint-Martin, ou Villerupt, près d'une des nombreuses cantines italiennes, votre odorat est désagréablement chatouillé par des odeurs d'abominables ratatouilles. Des vieilles sordides à la peau fripée et aux cheveux rares, font mijoter des fritures étranges dans des poêles ébréchées. Et les bêtes mortes de maladie, à des lieues à la ronde, ne sont pas souvent enfouies, elles ont leur sépulture dans les estomacs des italiens, qui les trouvent excellentes pour des ragoûts dignes de l'enfer. Toute cette cuisine diabolique passe encore sous le ciel bleu de l'Italie, et fait d'ailleurs partie de la "couleur locale" des quartiers pauvres de Rome ou de Naples. Mais il en est tout autrement en Lorraine, où la saleté chronique et la façon de vivre déplorable des Italiens font courir de sérieux dangers de contamination à la population indigène [..]"
Il est porté par de nombreuses personnalités de sensibilité républicaine, comme Jules Méline, Jules Ferry, Émile Gallé, Auguste  Daum, Alfred Mézières, ainsi que par des personnalités politiques de Nancy et de Lorraine. Son siège se situe rue de Saint-Dizier dans le centre-ville de Nancy,,.

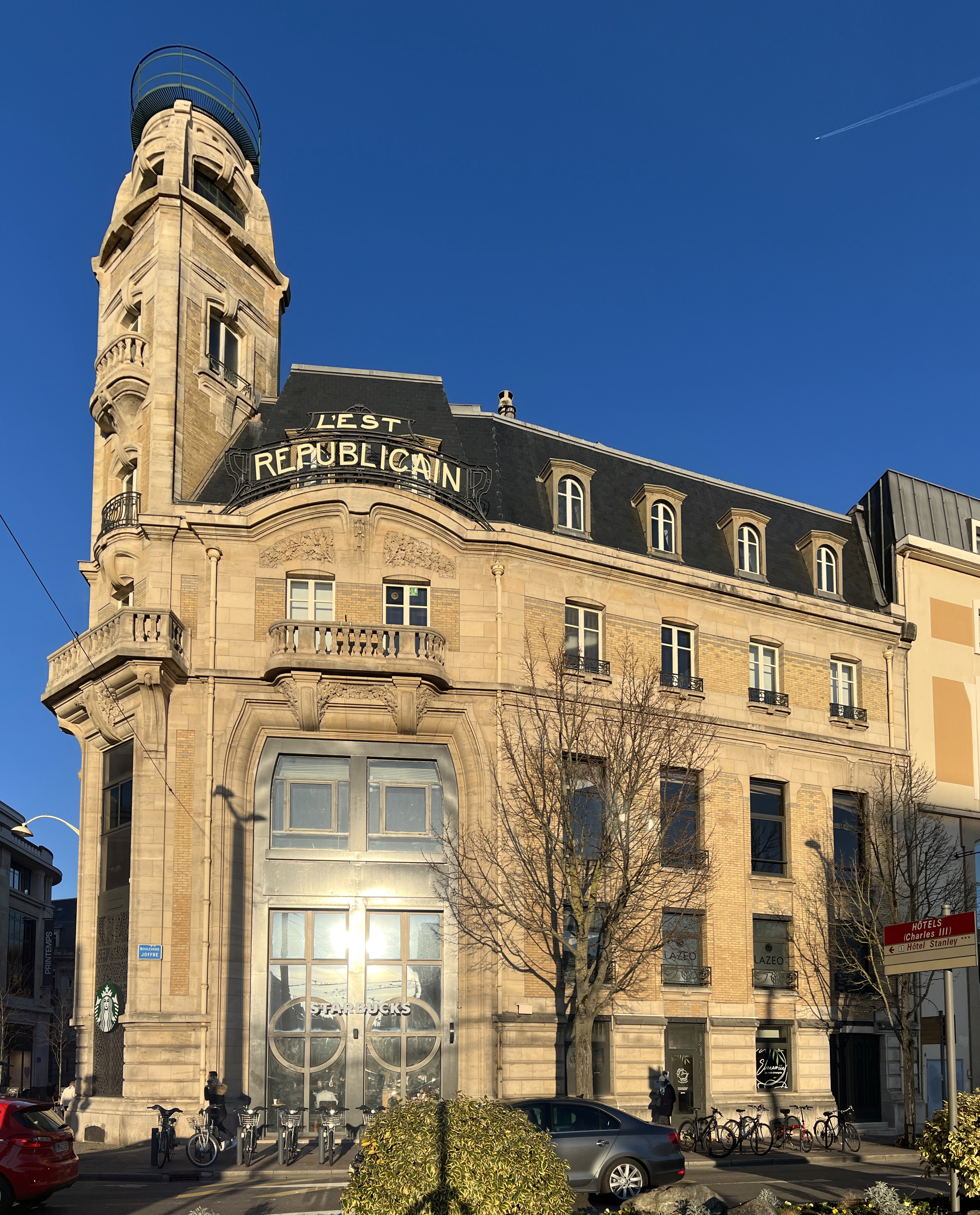
L'ancien siège du quotidien régional, avenue Foch à Nancy.

Le 1er avril 1911, René Mercier prend la tête du journal en remplacement de Léon Goulette qui paye sa position antidreyfusarde. En véritable patron de presse, il ouvre une agence à Paris pour recueillir à la source les informations politiques et les publicités. Le journal dégage alors assez de bénéfices pour s'autofinancer. Les locaux étant devenus trop exigus, René Mercier achète un terrain à la Compagnie de l'Est, à l'angle du faubourg Saint-Jean. En mars 1913, la rédaction s'installe dans un hôtel conçu par l'architecte français Pierre Le Bourgeois dans le style de l'École de Nancy. En parallèle, le directeur achète une nouvelle rotative d'une vitesse de 20 000 exemplaires par heure, permettant d'accroître le nombre de pages et d'éditions sans augmenter le prix,.
En 1911, le tirage est de 21 000 exemplaires répartis en trois éditions. Le journal se modernise : nouvelle présentation, introduction des photographies, nouvelles rubriques sur la mode, l'industrie ou l'agriculture, embauche de jeunes journalistes et de nombreux correspondants. L'Est républicain passe à six éditions en s'étendant aux départements voisins : les Vosges et la Meuse. Le journal se positionne alors plutôt à gauche, tout en dénonçant les pacifistes et les antimilitaristes, et soutient l'action du lorrain Raymond Poincaré, président de la République française. Son tirage s'élève à 40 000 exemplaires avant 1914 contre 10 000 exemplaires pour son rival de droite, L'Éclair de l'Est, fondé en 1905.

### 1914-1945: Le journal pendant les deux guerres mondiales
En 1914, à la suite de la déclaration de la Première Guerre mondiale, le journal perd une bonne partie de son personnel. Situé en zone de combat, il est victime de la censure militaire française. Mais il continue à paraître, parfois sur une simple feuille recto-verso. Le journal contribue à maintenir le moral des Nancéiens, notamment pendant la bataille du Grand-Couronné de septembre 1914, et lorsqu'il est envisagé d'évacuer la ville en 1918. Dans la nuit du 26 au 27 février 1918, l'imprimerie est bombardée, mais le journal paraît quand même sur une seule page.
En 1920, le tirage est de 60 000 exemplaires[réf. nécessaire]. En 1927, le journal est tiré à 100 000 exemplaires et étend sa diffusion à la Haute-Saône et au Territoire de Belfort. En 1933, L'Est républicain possède des bureaux à Bar-le-Duc, Verdun, Metz, Thionville, Épinal, Saint-Dié et Belfort.
Avant la Seconde Guerre mondiale, L'Est républicain tient une ligne anti-nazie. Les restrictions de papier et les coupures d'électricité rendent la parution du journal difficile. Le 13 juin 1940, le journal paraît pour la dernière fois. Le 14 juin, alors que les Allemands entrent dans Paris, le journal se saborde, tout comme son concurrent de droite, L’Éclair de l'Est, le lendemain. Le 18 juin, les Allemands entrent dans Nancy, et le 8 juillet, les autorités réquisitionnent les locaux de L'Est républicain,.
La région étant désormais dépourvue d'informations écrites, des rédacteurs de L'Est républicain et de L'Éclair de l'Est créent le bulletin d'information Nancy Presse qui paraîtra jusqu'au 3 août 1940. Le 2 août 1940, le journal collaborationniste L'Écho de Nancy publie son premier numéro. Totalement contrôlé par les Allemands, il défend le nazisme, Adolf Hitler et prône l'antisémitisme. Le dernier numéro imprimé sur les installations de L'Est républicain sort le 1er septembre 1944, mais il continue d'être imprimé en Allemagne jusqu'en février 1945.
À la Libération, L'Est républicain est réquisitionné par la Résistance, qui lui reproche d'avoir collaboré avec l'ennemi. Les résistants impriment la République de l'Est Libéré. Finalement, le 8 octobre 1944, L'Est républicain est de retour avec Jacques Zenner comme rédacteur et plusieurs agences, à Metz, Nancy, Besançon, Pontarlier, etc.

### 1945-1997: Reprise du développement

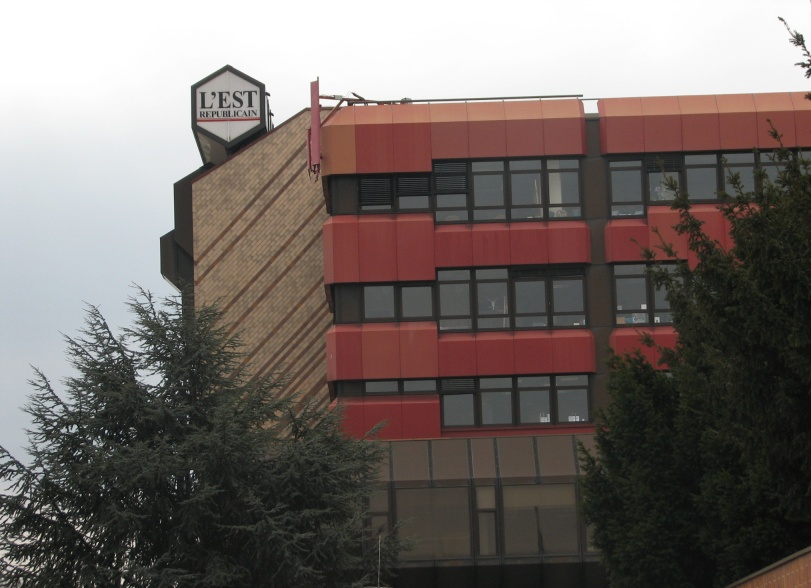
Les locaux du journal à Houdemont.

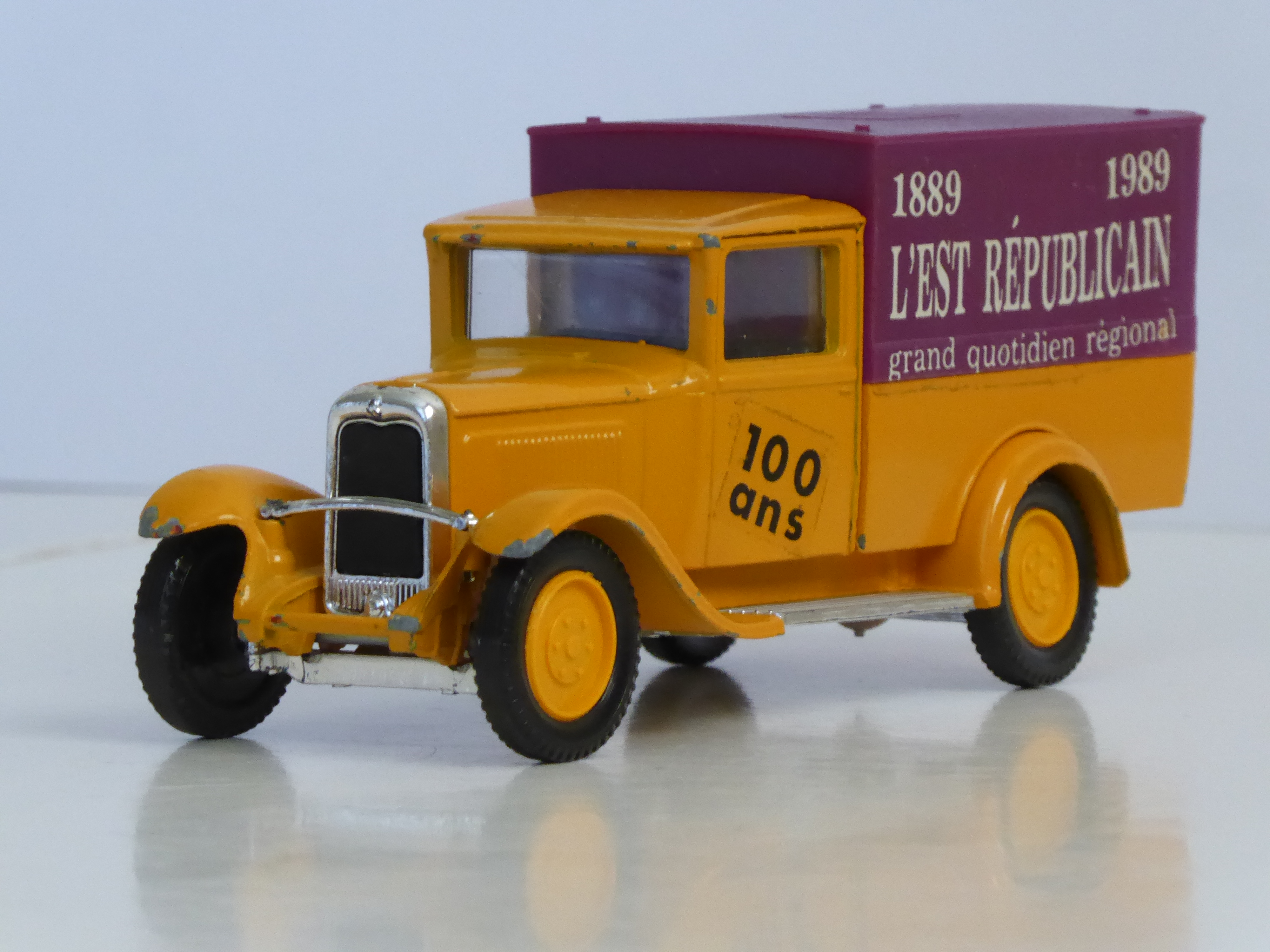
Modèle réduit du camion Citroën C4 utilisé à partir des années 1930 pour la livraison des journaux aux détaillants et fabriqué à l'occasion du centenaire du journal.

En 1951, le tirage atteint 200 000 exemplaires. Le journal s'est étendu à la Haute-Marne et à la Franche-Comté. De plus, une nouvelle édition a été créée pour le Doubs avec l'ouverture d'un bureau à Besançon.
En 1968, le journal passe un accord de collaboration avec Le Journal de la Haute-Marne. Les services de vente, de rédaction et de production pour la réalisation sont mis en commun, tandis que les résultats sont partagés à 50/50.
En 1977, une enquête du Centre d'étude des supports de publicité (CESP) place le groupe L'Est républicain au quatrième rang de la presse quotidienne française avec 1 356 000 lecteurs. En juin 1979, le journal se fait construire de nouveaux locaux à Houdemont, dans la banlieue de Nancy. En 1985, tous les services, sauf la rédaction locale de Nancy, s'installent dans les nouveaux locaux.
À partir de 1982, toutes les éditions de L'Est républicain sont tirées en offset.
Le journal est présidé de 1974 à 1983 par Charles Boileau, principal actionnaire (33 % du capital), ancien médecin, gendre du sénateur-maire Raymond Pinchard (mort en 1961) à qui il a succédé à la tête de la Grande chaudronnerie de l'Est. Les dernières années de sa présidence sont marquées par des conflits entre actionnaires, des démêlés judiciaires et juridiques, une rupture avec l'un de ses beaux-frères, Bernard Pinchard, qui s'allie à Gérard Lignac,,,,,. En 1983, Gérard Lignac, déjà administrateur du journal depuis 1966, devient le président du journal. Gérard Lignac préside le quotidien jusqu'en 2011.
En 1989, le journal fête son centenaire en ouvrant ses portes à 15 000 lecteurs.
Le 6 juin 1990, le journal lance une édition quotidienne en braille, la première en Europe et la deuxième au monde.
En avril 1994, L'Est républicain est partenaire avec M6 pour la production du flash local 6 Minutes Nancy, rebaptisé plus tard Le Six' Nancy.

### 1997-2010: Constitution du groupe Est républicain
À l'initiative de Gérard Lignac, L'Est républicain devient en mai 1997 actionnaire majoritaire des Dernières Nouvelles d'Alsace, basées à Strasbourg, en rachetant pour 250 millions de francs les parts de la Banque Vernes. Lignac prend la présidence de ce quotidien alsacien. En parallèle, le groupe vend les journaux L'Est-Éclair et Libération Champagne au groupe France-Antilles, qui détient également 27 % de L'Est républicain.
En octobre 1999, L'Est républicain prend le contrôle de son concurrent vosgien La Liberté de l'Est, renforçant ainsi son influence dans l'Est de la France. Le 26 octobre, Christophe de Beco, neveu du PDG Gérard Lignac, est nommé directeur général de L'Est républicain.
En octobre 2002, Le Journal de la Haute-Marne devient une société par actions simplifiée détenue à 50 % par L'Est républicain.
En février 2006, le groupe Est républicain ou France Est Médias présidé par Gérard Lignac rachète pour un montant de 270 millions d'euros le pôle Rhône-Alpes de la Socpresse (Le Progrès, Le Dauphiné libéré, Le Bien public, Le Journal de Saône-et-Loire) avec l'appui financier de la Banque fédérative du Crédit mutuel (BFCM). Le nouvel ensemble formé est le groupe EBRA, détenu à 51 % par le groupe Est républicain et à 49 % par le Crédit mutuel,.
Le 23 septembre 2006, L'Est républicain révèle une note classée confidentiel-défense de la DGSE indiquant que les services secrets saoudiens sont convaincus qu'Oussama ben Laden est mort le 23 août 2006 d'une crise de fièvre typhoïde. L'information n'est pas confirmée par la France et les États-Unis.
En juin 2008, le Crédit mutuel acquiert la société France Est, qui détient 18 % du capital du groupe Est républicain, qui lui-même détient 51 % du groupe EBRA. Le Crédit mutuel devient ainsi actionnaire majoritaire du groupe EBRA. Mais le groupe Hersant Média, actionnaire minoritaire du groupe Est républicain, demande l'annulation de cette prise de contrôle qui réduit sa part de 27 % à 17 %, le dépossédant de sa minorité de blocage. Le tribunal de commerce de Nancy lui donne raison le 23 décembre 2008 et la cour d'appel de Nancy confirme le jugement le 17 juin 2009.
Le 2 janvier 2009, La Liberté de l'Est et l'édition vosgienne de L'Est républicain sont remplacées par Vosges Matin.
Le 23 février 2010, L'Est républicain publie une nouvelle formule avec un nouveau logo, un nouveau format (grand format passé de 8 à 7 colonnes), une nouvelle maquette, et un nouveau projet éditorial. Le journal s'articule autour de trois piliers : proximité, décryptage de l'actualité et investigation ; et se déroule en cinq séquences : Ville et locale, Région, Sports, France-Monde, L'Est et vous (vie pratique). Le coût de cette nouvelle formule est de 2 millions d'euros sans compter les futurs investissements pour augmenter le nombre de pages en couleur,.

### Depuis 2010: Rachat par le Crédit mutuel
En octobre 2010, la Banque fédérative du Crédit mutuel (BFCM) rachète les 29 % que détient le groupe Hersant Média dans le groupe Est républicain. Déjà possesseur d'une part du capital, il détient ainsi 48 % du groupe Est républicain. Le mois suivant, il rachète les actions du P-DG Gérard Lignac (43 % du capital) et prend ainsi le contrôle du groupe qui se voit intégré dans le groupe EBRA,. Le 12 juillet 2011, l'Autorité de la concurrence autorise la prise de contrôle du groupe Est républicain par le Crédit mutuel « sous réserve d'engagements » sur « la diversité des contenus, le maintien des rédactions en chef dédiées et la garantie de la diffusion des titres de PQR rachetés dans les zones » où ceux-ci sont en concurrence. En octobre 2011, Pierre Wicker devient ainsi le directeur général commun de L'Est républicain, du Républicain lorrain et de Vosges Matin.
Le 1er octobre 2013, le quotidien franc-comtois Le Pays, propriété de L'Alsace, est cédé à L'Est républicain. Il s'agit de mettre fin à une concurrence « stérile et improductive » entre les deux titres, propriétés du groupe EBRA. Les 40 salariés du Pays rejoignent les 73 journalistes de L'Est républicain en Franche-Comté, et une édition L'Est républicain-Le Pays est créée,.
Le 16 novembre 2016, une nouvelle formule au format tabloïd voit le jour. Le journal de 64 pages est divisé en deux cahiers : un général et un local. Cette nouvelle formule a demandé 9 mois de réflexion et coûté 500 000 € d'investissement pour adapter les rotatives. Le journal emploie alors 650 salariés et réalise un chiffre d'affaires de près de 81 millions d'euros. Une nouvelle version du site web est prévu pour janvier 2017.

## Identité visuelle

Logos de L'Est républicain
Logo dans les années 1960.
Logo dans les années 1980.
Logo de 1993 au 22 février 2010.
Logo du 23 février 2010 au 25 octobre 2022.
Logo depuis le 26 octobre 2022.

Un nouveau logo a été mis en place le 26 octobre 2022

## Organisation

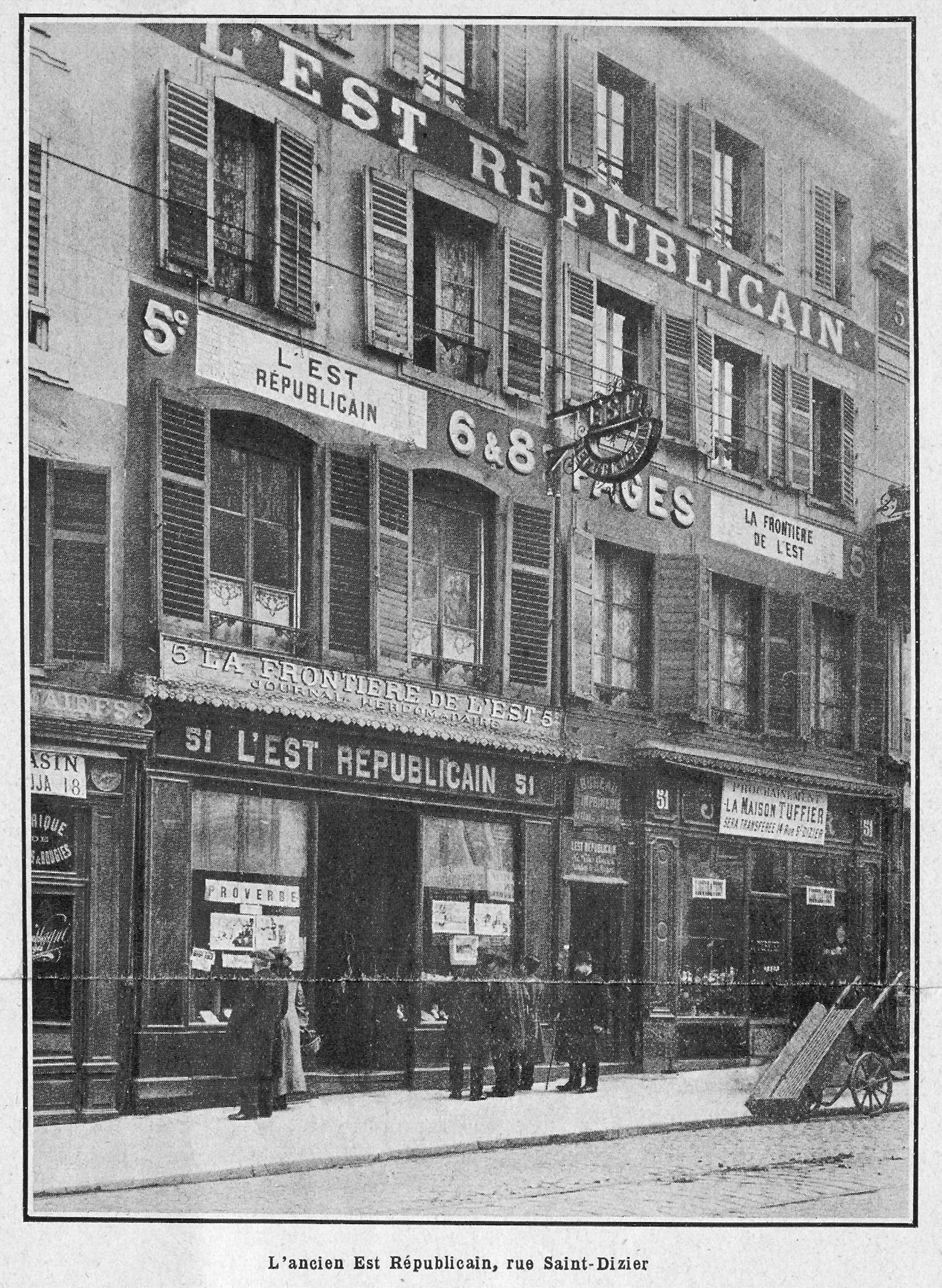
Premier siège du journal au 51 rue Saint-Dizier.

### Dirigeants
Directeurs généraux / Directeurs de la publication
- Gérard Colin : - août 2011
- Pierre Wicker : octobre 2011 - août 2014 (commun à L'Est républicain, au Républicain lorrain et à Vosges Matin)[37]
- Christophe Mahieu : depuis septembre 2014 (commun à L'Est républicain, au Républicain lorrain et à Vosges Matin)[43]

Rédacteurs en chef
- Léon Goulette : mai 1889 - avril 1911
- René Mercier : avril 1911 - juin 1940
- Jacques Zenner : octobre 1944 -
- Pierre Taribo : 1989 - janvier 2000[44]
- Michel Vagner : février 2000 - (intérim)[45]
- Pierre Taribo : mai 2000 - janvier 2008
- Rémi Godeau : janvier 2008 - mai 2013[46]
- Jean-Marc Lauer : juin 2013 - juin 2018 (commun à L'Est républicain, au Républicain lorrain et à Vosges Matin)[47]
- Sébastien Georges : juin 2018 - avril 2025 (commun à L'Est républicain, au Républicain lorrain et à Vosges Matin)[48]
- Frédérick Macé : depuis le 12 mai 2025 (commun à L'Est républicain, au Républicain lorrain et à Vosges Matin)[2]

### Siège

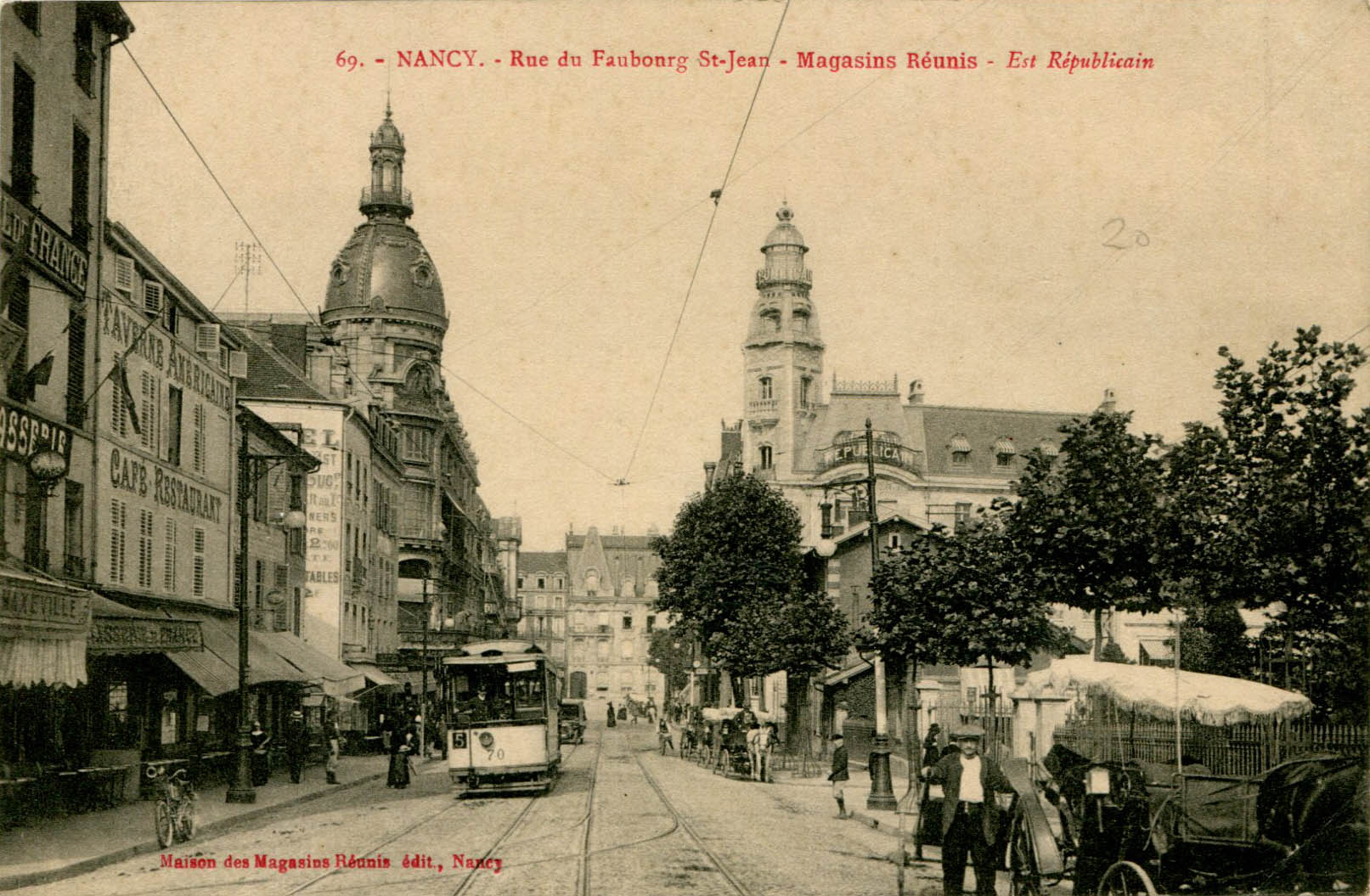
Tour d'angle du siège de l'Est républicain (à droite) faisant face à la coupole des Magasins réunis en 1913, vues depuis l'avenue Foch.

Le premier siège de L'Est républicain est situé rue Saint-Dizier, dans le centre-ville de Nancy.
En mars 1913, le siège est transféré dans un bâtiment ,,, situé à l'angle de l'avenue Foch et du boulevard Joffre, face aux Magasins réunis, non loin de la gare. Il est conçu par l'architecte français Pierre Le Bourgeois dans le style de l'École de Nancy, proche de l'Art nouveau,. Un souterrain permettait de relier ce bâtiment à celui où se trouvaient les rotatives et les linotypes et qui était situé à quelques dizaines de mètres, à l'angle de la place Thiers et de la rue Mazagran.
Depuis 1985, le siège est situé rue Théophraste-Renaudot à Houdemont, dans la banlieue de Nancy. Sa construction avait débuté en juin 1979,.

### Finances
Comme la plupart des titres de presse français, le journal L'Est républicain touche de fortes subventions de l'État. Ainsi, il a perçu 1,83 million d'euros en 2004 pour l'installation de tours d'impression quadrichromiques, 1,15 million d'euros en 2005 pour la modernisation de la salle d'expédition et 1,02 million d'euros en 2009 pour la modernisation et la refonte du contenu-maquette-format.

## Publications

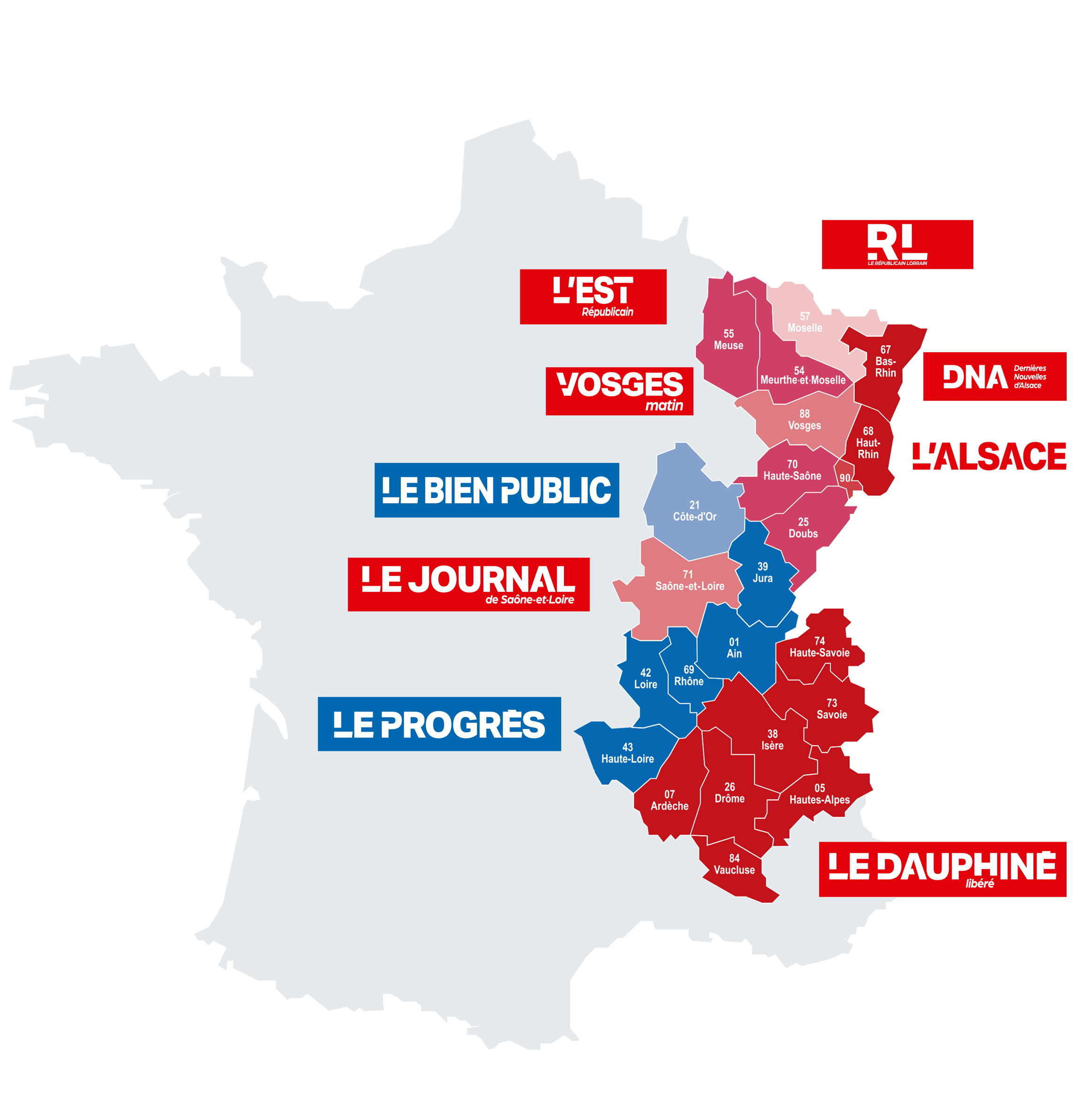
Carte de la zone géographique de couverture des titres EBRA.

### Éditions locales
| Lorraine - Nancy Agglomération et banlieues ; - Lunéville ; - Pont-à-Mousson ; - Toul ; - Bar-le-Duc ; - Verdun ; - Vosges : remplacé le 2 janvier 2009 par Vosges Matin. | Franche-Comté - Besançon ; - Haut-Doubs ; - Vesoul Haute-Saône; - Belfort-Héricourt-Montbéliard. |

### Suppléments
Chaque dimanche, le journal est accompagné de trois suppléments : 
- Version Femina, magazine féminin ;
- TV Magazine, magazine de presse de télévision ;
- Le Mag (anciennement Est Magazine), magazine de découverte et d'actualité culturelle régional.

D'autres suppléments peuvent être ajoutés au journal du dimanche, comme des programmes culturels locaux, des cahiers de jeux, des magazines de vie pratique ou des magazines autos.

### Nouveaux médias
L'Est républicain possède un site web sur lequel les articles sont accessibles aux abonnés. Il est possible de télécharger en PDF les différentes éditions locales.
Le journal possède également des applications mobiles et tablettes pour Android, iOs et Windows Phone.

## Diffusion
En 2015, le journal est vendu à 125 319 exemplaires en France, en baisse de plus de 4 000 exemplaires en un an. Il est le 12e quotidien régional le plus vendu de France.
|                      | 2005    | 2006    | 2007    | 2008    | 2009    | 2010 | 2011    | 2012    | 2013    | 2014    | 2015    | 2016    | 2017    | 2018    | 2019    | 2020    | 2021    |
| Nombre d'exemplaires | 194 000 | 190 000 | 186 000 | 185 000 | 161 000 |      | 149 172 | 140 564 | 130 606 | 129 373 | 125 319 | 122 174 | 117 550 | 114 212 | 110 996 | 107 587 | 105 132 |

## Controverses et affaires judiciaires

### Controverses
Le 23 mars 2022, un correspondant de l'Est républicain couvre un carnaval à Maîche. Alors qu'une ancienne élue arborait un « blackface », sa photo est diffusée avec la légende suivante : « On s’y croirait. Il ne manque que le bruit et l’odeur comme dirait Chirac ». Ces propos, dénoncés sur les réseaux sociaux, font l'objet d'un retrait discret, avant que la rédaction ne reconnaisse les faits et présente ses excuses.

### Avis du CDJM
À la suite d'un article publié le 25 juillet 2020 portant sur une ferme pédagogique à Grand-Charmont, un conseiller municipal d'opposition saisi le Conseil de déontologie journalistique et de médiation ; il est reproché à la rédactrice un manque d'exactitude et de véracité mais aussi de traiter d'un sujet relatif à une association dont elle s'avère être secrétaire. Alors que l'Est Républicain décide de ne pas se justifier auprès de l'instance, celle-ci rend une décision le 8 décembre 2020 : elle pointe « un article non-signé », « une prise de position manifeste », interroge « l’effectivité du contrôle rédactionnel » et « souligne l’intérêt qu’aurait eu la correspondante locale à se déporter de ce sujet. » La saisine est ainsi déclarée partiellement fondée, excluant les premiers griefs mais considérant que la correspondante s’est effectivement placée en situation de conflit d’intérêt.

### Positionnement politique - pluralisme
Le chercheur spécialiste des médias Jean-Marie Charon souligne que la presse quotidienne régionale (PQR) de l’Est de la France, dont l'Est Républicain, s’est historiquement construite sur une base conservatrice.
Aujourd'hui cela se traduit, toujours selon Charon par le ton qui peut effectivement glisser vers une vision très sécuritaire, voire parfois ambiguë sur certains sujets sensibles (immigration, délinquance, etc.) De plus ces journaux s’adressant particulièrement à une population âgée ils ont tendance à romancer les faits divers pour leur donner un ton sensationnel cherchant surtout à ne pas bousculer l'ordre établi. Charon ajoute que le pluralisme est peu présent dans la presse régionale de l'Est, que celle-ci est très dépendante des sources officielles (communiqués de préfecture par exemple...) sans jamais de remise en cause ou mise en profondeur. Il s'agirait selon l'auteur à la fois d'une recherche d'économie, de plaire au public âgé qui achète plus souvent les journaux mais aussi un positionnement politique du groupe EBRA.

### Condamnations
- Le 19 mars 1982, L'Est républicain est condamné pour diffamation auprès du TGI de Belfort[62] ;
- Le 5 avril 2004, le quotidien est condamné pour diffamation auprès du TGI de Nancy[63] ;
- Le 4 novembre 2011, un journaliste de L'Est républicain est condamné pour diffamation auprès du TGI de Nancy[64] ;
- Le 20 juin 2019, L'Est républicain est condamné pour atteinte à la vie privée par la cour d'appel de Nancy[65].